# Turf (banda)
Turf foi uma banda de rock da Argentina formada em 1995, e que desde então se apresentou em diversos bares por toda a América Latina. Seu repertório conta com canções próprias e covers de Charly García e Ratones Paranoicos.
A banda acabou em 2007 por culpa de algumas desavenças entre os integrantes. Da separação de formaram outras três bandas: Rispico, Trasmundial e Sponsors. Em 2015, a banda voltou a tocar e esse retorno foi marcado discograficamente pelo single  "Kurt Cobain".

## Membros
- Fernando Caloia: Bateria
- Joaquín Levinton: Vocal e Guitarra
- Leandro Lopatín: Guitarra
- Nicolás Ottavianelli: Teclados
- Carlos “Toddy” Tapia: Baixo

## Discografia
- Una pila de vida (1997)
- Siempre libre (1999)
- Turfshow (2001)
- Para mi Para vos (2004)
- Para mí, para vos. Reversiones (2005)
- Turfradio (2006)